# Agapetes subvinacea
Agapetes subvinacea är en ljungväxtart som beskrevs av Airy Shaw. Agapetes subvinacea ingår i släktet Agapetes och familjen ljungväxter. Inga underarter finns listade i Catalogue of Life.